# Foncegrive
Foncegrive település Franciaországban, Côte-d’Or megyében. Lakosainak száma 128 fő (2022. január 1.). Foncegrive Vernois-lès-Vesvres, Selongey, Cussey-les-Forges és Marey-sur-Tille községekkel határos.

## Népesség
A település népességének változása:
| Lakosok száma | 147  | 160  | 152  | 156  | 141  | 135  | 135  | 133  | 132  | 128  |
|               | 1968 | 1982 | 1990 | 2006 | 2013 | 2015 | 2017 | 2019 | 2020 | 2022 |